# Lalonde Gordon
Lalonde Gordon (ur. 25 listopada 1988 w Lowlands) – trynidadzko-tobagijski lekkoatleta specjalizujący się w biegach sprinterskich, brązowy medalista igrzysk olimpijskich w Londynie (2012).
W 2010 zdobył brąz w sztafecie 4 × 400 metrów podczas igrzysk Ameryki Środkowej i Karaibów, a w biegu na 400 metrów bez powodzenia startował na igrzyskach Wspólnoty Narodów. Rok później podczas mistrzostw Ameryki Środkowej i Karaibów (na tej imprezie zdobył także srebrny medal w biegu rozstawnym 4 × 400 metrów). Wraz z kolegami z reprezentacji w marcu 2012 sięgnął w Stambule po brąz halowych mistrzostw świat w sztafecie 4 × 400 metrów ustanawiając halowy rekord kraju (3:06,85). W czerwcu 2012 ustanowił rekord Trynidadu i Tobago w sztafecie 4 × 400 metrów na otwartym stadionie – 3:00,45. 6 sierpnia 2012 zdobył brązowy medal w biegu na 400 metrów podczas igrzysk olimpijskich w Londynie. Cztery dni później zdobył swój drugi brąz olimpijski, tym razem w sztafecie 4 × 400 m. Srebrny medalista mistrzostw Ameryki Środkowej i Karaibów w Morelii (2013) na dystansie 200 metrów. W tym samym roku zajął 6. miejsce w sztafecie 4 × 400 metrów podczas mistrzostw świata w Moskwie. Piąty zawodnik biegu na 400 metrów podczas halowych mistrzostw świata w Sopocie (2014). W tym samym roku zdobył brązowy medal IAAF World Relays oraz dwukrotnie stawał na najniższym stopniu podium podczas igrzysk Wspólnoty Narodów w Glasgow. W sezonie 2015 wraz z kolegami z reprezentacji wywalczyli srebrny medal w biegu rozstawnym 4 × 400 metrów w rozgrywanych w Pekinie mistrzostwach świata. W 2016 startował na halowym czempionacie globu, podczas którego zajął 6. miejsce w biegu na 400 metrów oraz stanął na najniższym stopniu podium w sztafecie 4 × 400 metrów. W 2017 zdobył złoto w biegu rozstawnym 4 × 400 metrów na mistrzostwach świata w Londynie.
Złoty medalista mistrzostw Trynidadu i Tobago.

## Rekordy życiowe
- bieg na 400 metrów – 44,52 (6 sierpnia 2012, Londyn)
- bieg na 400 metrów (hala) – 45,17 (8 lutego 2014, Boston)
- bieg na 200 metrów – 20,26 (23 czerwca 2013, Port-of-Spain)
- bieg na 200 metrów (hala) – 20,49 (28 stycznia 2017, Boston)
- bieg na 300 metrów – 31,92 (19 lipca 2017, Liège)
- bieg na 300 metrów (hala) – 32,37 (4 lutego 2017, Nowy Jork)